# Гаррісвілл (Род-Айленд)
Гаррісвілл (англ. Harrisville) — переписна місцевість (CDP) в США, в окрузі Провіденс штату Род-Айленд. Населення — 1745 осіб (2020).

## Географія
Гаррісвілл розташований за координатами 41°58′3″ пн. ш. 71°40′38″ зх. д. / 41.96750° пн. ш. 71.67722° зх. д. (41.967496, -71.677124).  За даними Бюро перепису населення США в 2010 році переписна місцевість мала площу 2,21 км², з яких 2,10 км² — суходіл та 0,11 км² — водойми.

## Демографія
Згідно з переписом 2010 року, у переписній місцевості мешкало 1605 осіб у 705 домогосподарствах у складі 423 родин. Густота населення становила 725 осіб/км².  Було 758 помешкань (343/км²).
Расовий склад населення:
| - 97,3 % — білих - 0,2 % — чорних або афроамериканців - 0,2 % — азіатів - 0,1 % — корінних американців |

До двох чи більше рас належало 1,8 %. Частка іспаномовних становила 1,7 % від усіх жителів.
За віковим діапазоном населення розподілялося таким чином: 22,1 % — особи молодші 18 років, 60,5 % — особи у віці 18—64 років, 17,4 % — особи у віці 65 років та старші. Медіана віку мешканця становила 41,8 року. На 100 осіб жіночої статі у переписній місцевості припадало 85,5 чоловіків;  на 100 жінок у віці від 18 років та старших — 82,6 чоловіків також старших 18 років.
Середній дохід на одне домашнє господарство  становив 68 925 доларів США (медіана — 32 260), а середній дохід на одну сім'ю — 72 522 долари (медіана — 45 588). За межею бідності перебувало 16,3 % осіб, у тому числі 19,8 % дітей у віці до 18 років та 12,9 % осіб у віці 65 років та старших.
Цивільне працевлаштоване населення становило 745 осіб. Основні галузі зайнятості: освіта, охорона здоров'я та соціальна допомога — 39,2 %, роздрібна торгівля — 19,7 %, публічна адміністрація — 9,9 %, будівництво — 6,2 %.